# Anisha Vekemans
Anisha Vekemans, née le 17 août 1991 à Lommel, est une coureuse cycliste professionnelle belge.

## Biographie
En 2015, sur la quatrième étape du Trophée d'Or, la victoire se joue dans l'ascension finale à Villequiers. Daiva Tušlaitė passe au sommet en tête et lève les bras trop rapidement avant la ligne d'arrivée. Elle se fait doubler par Anisha Vekemans dans les derniers mètres.
En 2016, elle est sélectionnée pour les Jeux olympiques de Rio.

## Palmarès sur route

### Palmarès par années
- 2009
  -  Championne de Belgique du contre-la-montre juniors
- 2015
  - 4e étape du Trophée d'Or

### Classements mondiaux
| Année                                 | 2010 | 2011 | 2012 | 2013 | 2014 | 2015 | 2016 |
| ------------------------------------- | ---- | ---- | ---- | ---- | ---- | ---- | ---- |
| Classement UCI                        | 253e | 318e | nc   | 253e | nc   | 242e | 231e |
| UCI World Tour                        |      |      |      |      |      |      | 159e |
|                                       |      |      |      |      |      |      |      |
| Légende : nc = non classéSource : UCI |      |      |      |      |      |      |      |